# 庫務大臣

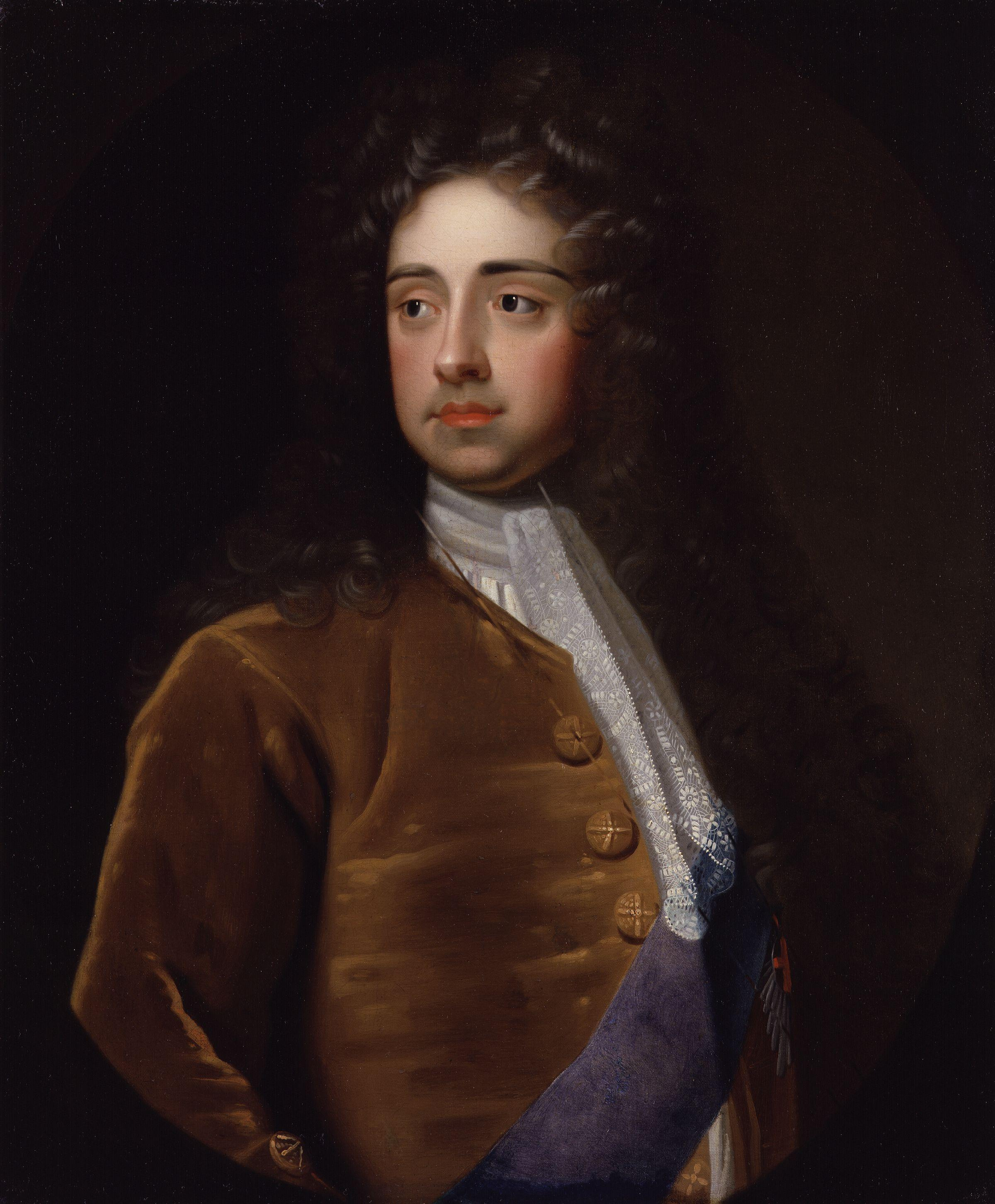
最後一位庫務大臣什魯斯伯里公爵查爾斯·塔爾博特

庫務大臣（英語：Lord High Treasurer）又譯為首席財政大臣、司庫大臣等，是英國國務重臣之一，排在總管大臣與大法官之後，位列第三。
自1714年起，此職位皆為空缺狀態。其實際職責已為財政大臣所取代。

## 列表

### 都鐸王朝
- 丁漢姆男爵，1486—1501
- 諾福克公爵，1501—1522
- 諾福克公爵，1522—1546
- 薩默塞特公爵，1547—1549
- 溫徹斯特侯爵，1550—1572
- 伯利男爵，1572—1598
- 多塞特伯爵，1599—1608

### 斯圖亞特王朝
- 索爾茲伯里伯爵，1608—1612
- 薩福克伯爵，1614—1618
- 米德爾塞克斯伯爵，1621—1624
- 馬爾博羅伯爵，1624—1628
- 波特蘭伯爵，1628—1635
- 威廉·尤克森，1635—1641
- 科廷頓男爵，1643—1646
- 南安普敦伯爵，1660—1667
- 丹比伯爵，1673—1679
- 戈多爾芬伯爵，1702—1710
- 牛津與莫蒂默伯爵，1711—1714
- 什魯斯伯里公爵，1714